# Wikipedia tiếng Bishnupriya Manipuri
Wikipedia tiếng Bishnupriya Manipuri là phiên bản tiếng Bishnupriya Manipuri của Wikipedia, một bách khoa toàn thư trực tuyến. Dự án bắt đầu vào ngày 12 tháng 10 năm 2006. Nó đã đạt 5.000 bài viết vào ngày 21 tháng 11 năm 2006 và 10.000 bài vào ngày 24 tháng 12 năm 2006.
Đến 18 tháng 7 năm 2007 nó có hơn 19.000 bài viết và đã là là phiên bản Wikipedia lớn thứ 47 theo số lượng bài viết.
Phiên bản đã đạt được 25.088 bài viết và đã trở thành phiên bản ngôn ngữ lớn thứ 102 theo số lượng bài viết. Phiên bản đã có 16.034 thành viên đã đăng ký, với 15 thành viên tích cực.